# Андрєєв Сергій Володимирович (футболіст)
Сергій Володимирович Андрєєв (нар. 14 березня 1990) — український футболіст, центральний захисник.

## Життєпис
Вихованець алчевської «Сталі». З 2005 по 2010 рік виступав за другу команду алчевців. У сезоні 2007/08 років потрапив до заявки команди для участі в Першій лізі, проте в її складі не зіграв жодного офіційного поєдинку. В 2010 році залишив «Сталь» та приєднався до складу свердловського «Шахтаря». Дебютував у складі «гірників» 14 серпня 2010 року в переможному (1:0) виїзному поєдинку 4-о туру групи Б Другої ліги проти маріупольського «Іллічівця-2». Сергій вийшов на поле в стартовому складі та відіграв увесь матч. У складі «Шахтаря» в першій лізі зіграв 9 матчів, ще 2 матчі провів у кубку України. У сезоні 2010/11 років також нетривалий період часу перебував на контракті в тернопільській «Ниві», проте не зіграв за цей колектив жодного офіційного матчу. Для підтримання ігрової форми виступав за аматорський колектив «Сталь-2» (Алчевськ).
У 2011 році підписав контракт з «Прикарпаттям». Дебютував у футболці франківського клубу 3 вересня 2011 року в програному (1:3) виїзному поєдинку 7-о туру групи А Другої ліги проти новокаховської «Енергії». Андрєєв вийшов на поле на 33-й хвилині, замінивши Олександра Бута, на 67-й хвилині отримав жовту картку, а на 77-й хвилині отримав червону картку. Дебютним голом за прикарпатський колектив відзначився 5 листопада 2011 року на 9-й хвилині переможного (3:0) домашнього поєдинку 16-о туру групи А Другої ліги проти головківського «УкрАгроКому». Сергій вийшов на поле в стартовому складі та відіграв увесь матч. У команді відіграв один сезон, за цей час у чемпіонаті України зіграв 13 матчів та відзначився 2-а голами.
Напередодні старту сезону 2012/13 років підписав контракт з хмельницьким «Динамо», у футболці якого дебютував 18 серпня 2012 року в переможному (1:0) домашньому поєдинку 6-о туру групи А Другої ліги проти «Єдності» (Плиски). Андрєєв вийшов на поле в стартовому складі та відіграв увесь матч. У футболці «динамівців» зіграв 15 матчів у Другій лізі та 1 поєдинок у кубку України. Під час зимової перервив сезоні перейшов до «Кримтеплиці», у футболці якої дебютував 23 березня 2013 року в нічийному (0:0) домашньому поєдинку 22-о туру Першої ліги проти ПФК «Олександрії». Сергій вийшов на поле на 90-й хвилині, замінивши Василя Палагнюка. У складі «кримчан» зіграв 10 матчів у Першій лізі.
У 2014 році грав в аматорському клубі «Агробізнес TSK» (4 матчі). Проте вже незабаром підписав контракт з клубом «Арсенал-Київщина». Дебютував у футболці білоцерківського клубу 27 липня 2014 року в переможному (1:0) домашньому поєдинку 1-о туру Другої ліги проти донецького «Шахтаря-3». Сергій вийшов на поле в стартовому складі та відіграв увесь матч. Єдиним голом за «Арсенал-Київщину» відзначився 6 серпня 2014 року на 69-й хвилині програного (3:4) домашнього поєдинку попереднього раунду кубку України проти овідіопольського «Реал Фарма». Андрєєв вийшов на поле в стартовому складі та відіграв увесь матч. У команді відіграв півтора року, за цей час у Другій лізі зіграв 38 матчів, ще 2 матчі (1 гол) провів у національному кубку. У складі «Ниви» в другій лізі зіграв 29 матчів та відзначився 3-а голами, ще 2 матчі (1 гол) провів у кубку України.
Під час зимової перерви сезону 2015/16 років перейшов до «Енергії». Дебютував за новокаховську команду 26 березня 2015 року в переможному (3:0) домашньому поєдинку 16-о туру Другої ліги проти херсонського «Кристалу». Сергій вийшов на поле з капітанською пов'язкою в стартовому складі та відіграв увесь матч. Дебютним голом за «Енергію» відзначився 7 травня 2016 року на 73-й хвилині переможного (4:3) домашнього поєдинку 22-о туру Другої ліги проти «Арсенал-Київщини». Андрєєв вийшов на поле з капітанською пов'язкою в стартовому складі та відіграв увесь матч. У команді відіграв 1 рік, за цей час у Другій лізі зіграв 24 матчі та відзначився2-а голами, ще 1 матч зіграв у кубку України.
Під час зимової перерви сезону 2016/17 років приєднався до «Ниви» з Вінниці. Дебютував у новій команді 18 березня 2017 року в програному (0:2) домашньому поєдинку 21-о туру Другої ліги проти «Балкан». Андрєєв вийшов на поле в стартовому складі та відіграв увесь матч. Дебютним голом за вінницьку команду відзначився 2 червня 2017 року на 87-й хвилині нічийного (1:1) домашнього поєдинку 34-о туру Другої ліги проти одеського «Реал Фарма». Сергій вийшов на поле в стартовому складі та відіграв увесь матч.
Під час зимової перерви сезону 2017/18 років перейшов до «Ниви» з Тернополя. Дебютував за нову команду 15 квітня 2018 року в програному (0:1) виїзному поєдинку 1-о туру групи А Другої ліги проти чернівецької «Буковини». Андрєєв вийшов на поле в стартовому складі та відіграв увесь матч. У складі «Ниви» зіграв 8 матчів у Другій лізі. Першу частину сезону 2018/19 років провів у вінницькій «Ниві», за яку зіграв 3 матчі. Влітку 2018 року залишив клуб. У 2019 році виїхав до Малайзії, де підписав контракт з місцевим клубом «Теренггану». Дебютним голом за нову команду відзначився 19 липня 2019 року на 65-й хвилині нічийного (3:3) виїзного поєдинку 22-о туру Суперліги проти «Джохора».